# سامانثا هاريس (موديل)
سامانثا هاريس (بالإنجليزية: Samantha Harris)‏ ( مواليد 20 يوليو 1990) عارضة أزياء أزياء أسترالية من السكان الأصليين شاركت في عام 2015 ،في الموسم الخامس عشر النسخة الأسترالية من برنامج الرقص مع النجوم وأصبح أحدث سفير لشركة برايسلاين.

## حياة مبكرة
ولدت هاريس في تويد هيدز، ونشأت في منطقة الأنهار الشمالية نيو ساوث ويلز. ووالدها من أصل ألماني وإنجليزي، والدتها من السكان أستراليا أصلييتن من أجيال مسروقة ، في الأصل من قبيلة داينغاتي، أرتادت مدرسة تويد ريفر الثانوية.

## روابط خارجية
- سامانثا هاريس على موقع دليل عارضات الأزياء (الإنجليزية)
- Samantha Harris 2007 Interview
- Chic Management Profile